# Salatis canalis
Salatis canalis är en fjärilsart som beskrevs av Henry Skinner 1920. Salatis canalis ingår i släktet Salatis och familjen tjockhuvuden. Inga underarter finns listade i Catalogue of Life.